# Culicoides jacobsoni
Culicoides jacobsoni är en tvåvingeart som beskrevs av John William Scott Macfie 1934. Culicoides jacobsoni ingår i släktet Culicoides och familjen svidknott. Inga underarter finns listade i Catalogue of Life.